# Dinamarca en los Juegos Olímpicos de Pyeongchang 2018
Dinamarca estuvo representada en los Juegos Olímpicos de Pyeongchang 2018 por un total de 17 deportistas que compitieron en 5 deportes. Responsable del equipo olímpico fue el Comité Olímpico Danés, así como las federaciones deportivas nacionales de cada deporte con participación.
La portadora de la bandera en la ceremonia de apertura fue la patinadora de velocidad Elena Rigas. El equipo olímpico danés no obtuvo ninguna medalla en estos Juegos.